# Chahna
Chahna est une commune de la wilaya de Jijel en Algérie.

## Géographie

### Situation
Le territoire de la commune de Chahna se situe au centre et au sud de la wilaya de Jijel.
| Ouadjana | Taher, Chekfa                   | Bordj Tahar         |
| Ouadjana | Chahna                          | Boucif Ouled Askeur |
| Djimla   | Tessala Lemtaï (Wilaya de Mila) | Boucif Ouled Askeur |

### Localités de la commune
La commune de Chahna est composée lors de sa création de vingt-trois localités :

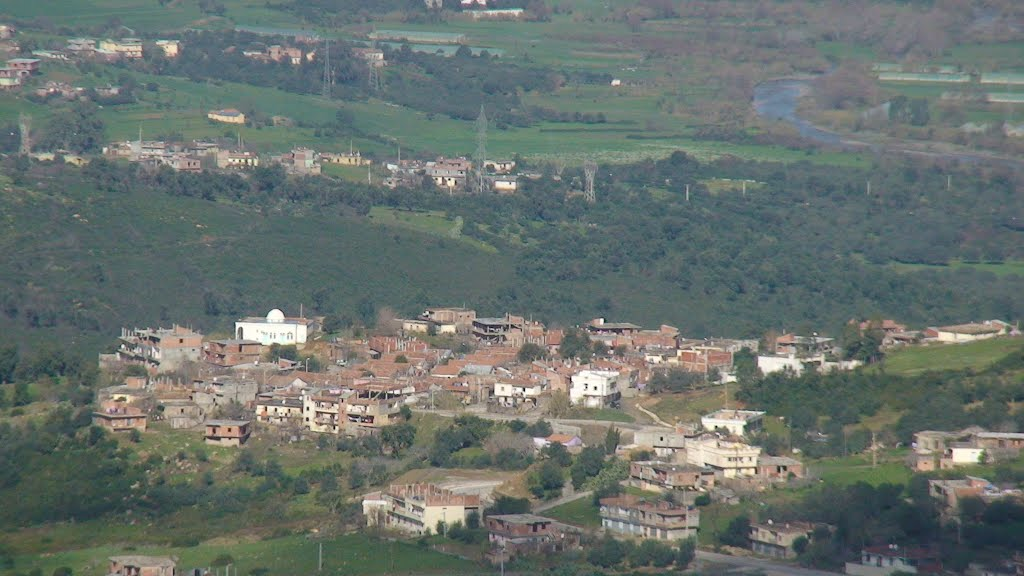
El Kalaa

- Aïalène
- Aïn Deffel
- Aïn Tiri
- Asarès
- Boutouil
- Chahna
- Chile Ene
- Dar Braham
- Dar Khediha
- Demtina
- El Bebda
- El Kalaa
- El Moudja
- Hark Eddisse
- Khoula
- Lahfira
- Lahouat
- Oum Toussène
- Tabloutet
- Tafrent
- Taïlemt
- Tamernanest
- Tamyest

## Histoire

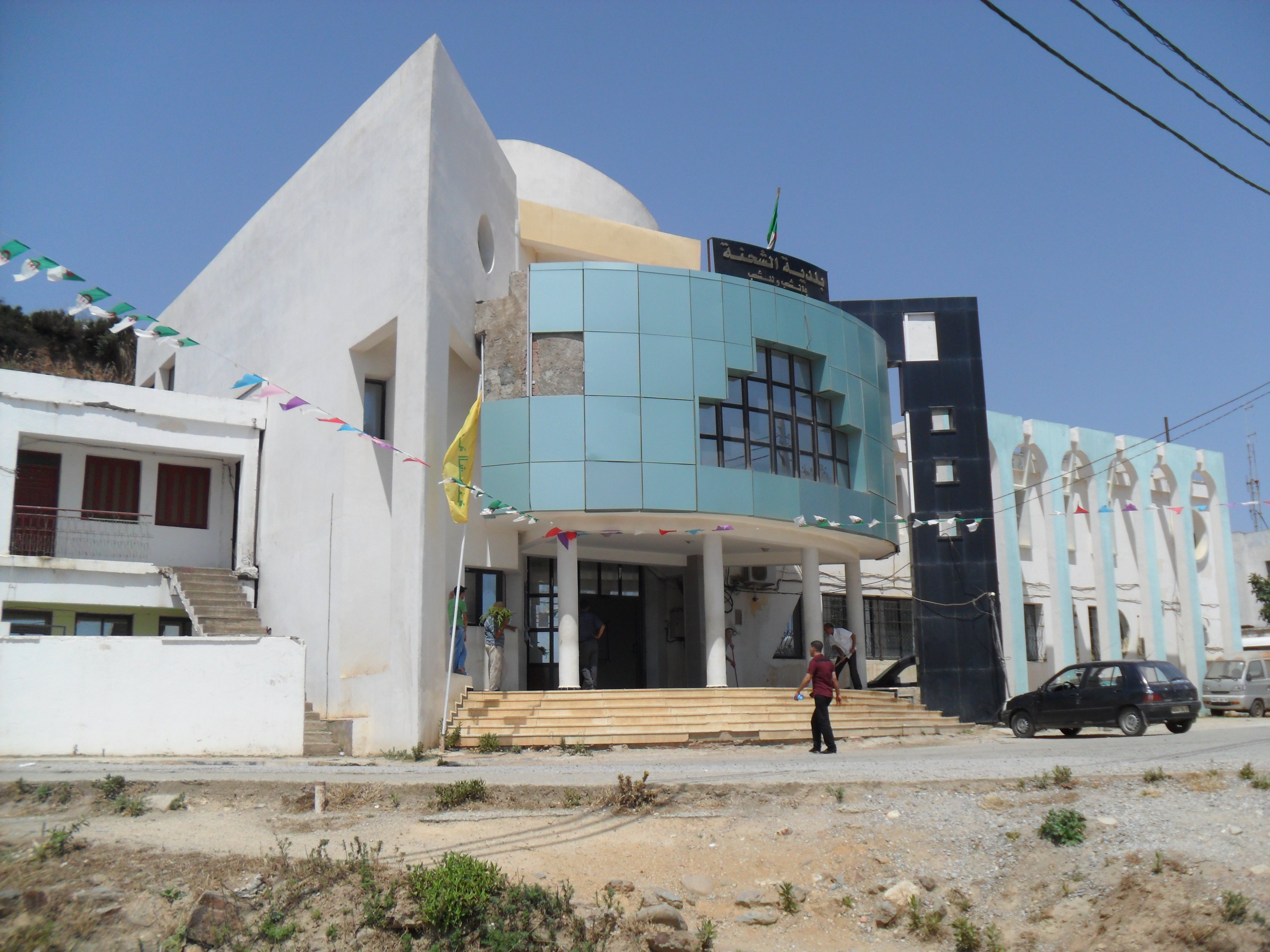
Siège de la Mairie de Chahna.
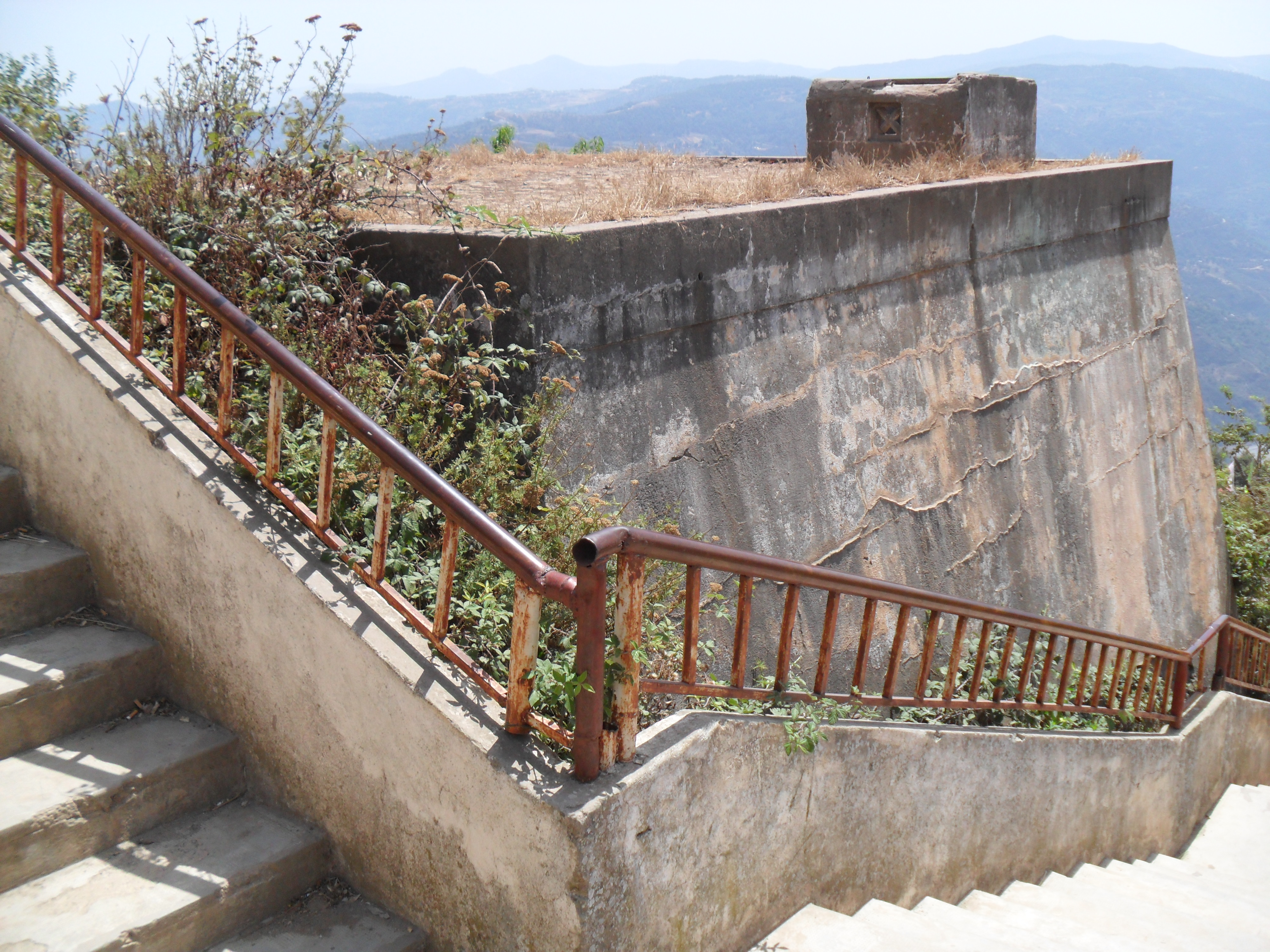
Point de Contrôle Français à Chahna.

## Personnalités liées a la commune
- Fodil Boumala : ancien journaliste de l'ENTV